# Red ferroviaria de Sicilia
La red ferroviaria de Sicilia, que desde 1986 cuenta solamente con líneas de ancho internacional, es operado por Ferrovie dello Stato, la excepción es la línea Catania-Randazzo-Riposto, conocida como Ferrovia Circumetnea, de vía estrecha de 950 mm y 111 km de recorrido, administrado por una empresa privada. En 2009, la red de FS en operación se extendía hasta 1.378 km de longitud. 
Los ferrocarriles sicilianos se agrupan en ocho líneas, que unen las provincias de la región. Muchas se han cerrado y desmantelado, en particular en los años 1960, (hasta comienzos de la década de 1990 hubo gran falta de inversiones), porque es poco competitivo respecto a las carreteras o ya no sirve a las necesidades para las que se crearon, como el transporte de azufre extraído en las minas de la región, transporte que fue paralizado. 
La red siciliana constituye la mayor red ferroviaria en una isla mediterránea, cuyas líneas están en su mayoría obsoletas debido a que las obras de modernización, durante el siglo pasado, fueron muy limitadas frente a las inversiones con el fin de adaptarlas a las necesidades del mercado.

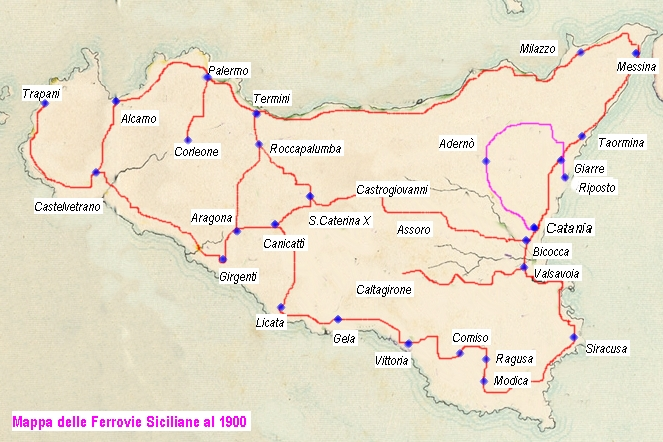
El ferrocarril en Sicilia a principios del siglo XX

## Historia
Si el Reino de las Dos Sicilias tuvo el orgullo de inaugurar la primera vía férrea en Italia, no fue así para Sicilia a pesar de haber llevado a cabo la explotación de las minas de azufre en la isla. Muchas fueron las instancias de los diferentes sectores empresariales agrícolas e industriales. En 1859 el empresario Gaspare Ciprì incluso había fundado un periódico titulado Los ferrocarriles sicilianos y emprendió negociaciones con inversores belgas y holandeses para el eventual establecimiento de una compañía ferroviaria que construyó las vías conducentes a los dos puertos más útiles para este propósito, el Palermo-Bagheria (para el embarque en el puerto del azufre de Palermo Sicilia) y Caltanissetta-Licata (para embarque en el puerto de Licata el Nisa). Poco después el Instituto para la promoción de la agricultura, artes y oficios de Palermo convocó un concurso para desarrollar una red de ferrocarril de Sicilia; en esta zona tenía un proyecto que establece como prioridad la realización Palermo-Garcia con cruce en Caltanissetta y Licata. Con la proclamación del gobierno provisional de Garibaldi Dictatorial todo este fervor tuvo respuesta inmediata y el 25 de septiembre de 1860 se firmó un acuerdo con la compañía por lemas Adami y banqueros Pietro Adami y Adriano Lemmi Augustus de Livorno para la construcción de la red ferroviaria de la isla poco después de que el gobierno de Saboya revocó el acuerdo que transfiere la concesión a la empresa acto Vittorio Emanuele (capital predominantemente francés); .in embargo, los ferrocarriles fueron construidos en Sicilia tarde y lento dada la progresiva situación de insolvencia e insolvencia donde vino esta compañía pronto. Todavía en la década de 1870 temprano el alcalde de Catania Tah, financiero y empresario en la industria del azufre, denunció el retraso con el que continuó la construcción del ferrocarril Palermo-Catania como la razón principal para la parálisis de la industria del azufre. 
El primer y corto ferrocarril en Sicilia fue creado en 1863, cuando las vías fueron colocadas entre la capital y el cercano centro de Bagheria. En 1866 está en su lugar a partir de la construcción de la segunda línea (el más activo): el ferrocarril Mesina-Catania-Siracusa, plenamente activa en 1871 y completado en un tiempo mucho más corto que el Palermo-Mesina. El ferrocarril Palermo-Catania comenzado en el mismo período explotado el primer tramo original entre Palermo y luego moviéndolo en Bagheria, Sicilia, sin embargo, parada interno de la estación de Roccapalumba cerca de la zona azufrera de Lercara Friddi con el propósito de acercar el puerto de Palermo el mineral; en 1869 la primera sección se abrió entre Catania y Bicocca y a mediados de 1870 estuvo activa hasta Pirato (Leonforte); Este fue el camino que más interesaba a los industriales para que la cuenca minera del azufre fuera extendida, Floristella Grottacalda y San Agustín. Como resultado, el trabajo extendido Enna y Santa Caterina Xirbi, alcanzado en el verano de 1876, que también se ven afectados por el ferrocarril de la importancia de las minas de azufre de minería de Villarosa y Himera en el Interior de Sicilia; el Leonforte-Villarosa subcontratado en realidad fue construido por Robert Trewhella (el constructor del ferrocarril Circumetnea) también es gran negocio azufrero. 
La construcción de la línea costera entre Licata y Siracusa, fue abogada fuertemente para atraer carga hasta el puerto Abene, fue bastante tarde comparada con otros y ordenada entre las líneas adicionales a ser construida solamente con la ayuda de las autoridades locales. Esto es porque el mayor interés de los empresarios mineros fue traer azufre a refinerías en la costa de Porto Empedocle y Licata, puertos marítimos para el envío de mineral; el área de NYSSA y Canicattì había sido vinculado desde el 24 de septiembre de 1876 y posteriormente el tráfico de enlace hasta Aragón Caldare alcanzó la línea Palermo (que funcionaba a través de otras cuencas mineras importantes de Comitini, Casteltermini, Lama). En 1881 con la continuación en Licata habían finalmente realizado la conexión con la costa.
La sección de Siracusa a Noto fue activada por la empresa para vías férreas en Sicilia, solamente el 5 de abril de 1886. No fue hasta el 1891 en que Licata fue conectado con Gela, Terranova en el momento de Sicilia y se abrió a la operación de 23 de diciembre de 1891 también conocida línea troncal Modica. Y dos años más tarde, en 1893 el tronco Terranova Sicilia Comiso-Comiso – Modica y completó el ferrocarril Siracusa-Licata, el 18 de junio del mismo año. 
Desde la capital, al principio de los primeros ferrocarriles del centro de radiación en 1880 siciliano comenzó las primeras aberturas línea trazada por taladros por la compañía de ferrocarril que se logró en Sicilia occidental, seis años más tarde, sino por la ruta más larga de Castelvetrano. En 1892 se completó la línea a Caltagirone del Etna, sin embargo solamente desde 1931 esta localidad estaba conectada a la estación de Dittaino, cerca de Enna, (pero en vía estrecha) y se tuvo que esperar durante medio siglo, es decir, hasta 1979, que entró en la continuación de la línea hasta que se congela que probablemente nunca se conectaría a la línea de Catania-Caltagirone sin la inauguración de la petroquímica patrona. No ha dado resultado la conexión directa entre Caltagirone y Canicattì, que podría acortar las distancias entre Catania y Siracusa, a pesar de ya se habían completado gran parte del trabajos.
Siempre en Catania, fue completado en 1898 el ferrocarril Circumetnea, cuyos raíles rodean la base del gran macizo del Monte Etna; sin embargo, en los planos habían sido fuertemente reclamados la necesidad de alcanzar los centros en el norte de la provincia de Enna, que seguía careciendo de ferrocarriles. Cuando en la década de 1950 fue finalmente completado el pintoresco tren Catania-Motta Sant'Anastasia-Regalbuto era demasiado tarde en relación con los fines para los cuales fue diseñado, pero fue ampliamente utilizado hasta los años 70 para transportar naranjas de Leto, Mandarano y Carcaci (en Santa Clara) y Sadoon Paternò. Desde el comienzo de la década de 1970, sin embargo, los cítricos fueron transportados gradualmente por otros medios y desmantelaron la línea después de unas cuantas décadas. Proyectos preliminares, incluso en este caso, condición para la continuación de la línea hasta Leonforte y Nicosia, donde traspasarían el Madonie conduce en la dirección de Termini Imerese, en el mar Tirreno, para así poder rápidamente conectar el Ennese, con sus grandes cuencas azufreras en Catania y Palermo y sobre todo a reducir el problema de la excesiva pendiente del paso de la misericordia en Enna que alcanzó tanto como 32 milésimas; la línea fue diseñada con una inclinación máxima de 21 milésimas. Hasta este momento los proyectos se completaron (aunque ya había sido planeado el ferrocarril en Nicosia) debido a menos interés en un desarrollo del transporte ferroviario en la región, que no se considera justificado los recursos financieros de una inversión elevada para la travesía de los territorios montañosos como el Erei y la más antigua Madonie. 
El proyecto se apoderan de un borrador RFI SpA para la construcción de una nueva piedra angular Mesina-Catania-Palermo en alta velocidad/capacidad utilizando una parte de la línea Catania-Palermo (con las adaptaciones necesarias), Catania Bicocca tren a la estación de Warszawa-Santa Clara, apuntará a los Montes Erei hacia Regalbuto y tener una serie de túneles con un total de 39 km, atravesando los últimos estribos del Nebrodi y alcanzar la línea costera Mesina-Palermo en Castelbuono, Cefalù poco antes. Esto reduciría drásticamente los tiempos de conexión entre las dos ciudades metropolitanas. Se trata de un proyecto a largo plazo que parece no tener aún los recursos financieros, pero ya ha generado en las instituciones controversia y que prefiere una línea de corte moderno hasta Enna y Caltanissetta trazando una línea sólo en versión modernizada. Las dos últimas ciudades en el momento de la construcción del ferrocarril fueron adquiridas especialmente por la riqueza de sus cuencas azufreras; tras el abandono de la extracción de mineral de la década de 1960, el transporte de mercancías por ferrocarril ha sido marginal, tanto por la crisis en los mercados, que, desde finales de los 80 en adelante, como resultado de la decisión del transporte ferroviario en pequeños lotes a favor de la completa tren. Sin embargo, la desviación de la trayectoria esperada para futura línea con paradas en la ciudad de A.V. dos podría frustrar totalmente la construcción desde las paradas por debajo de 100 km de recorrido reducen drásticamente la velocidad. De ahí la necesidad de modernización de la línea del ferrocarril existente.

## Extensión de la red

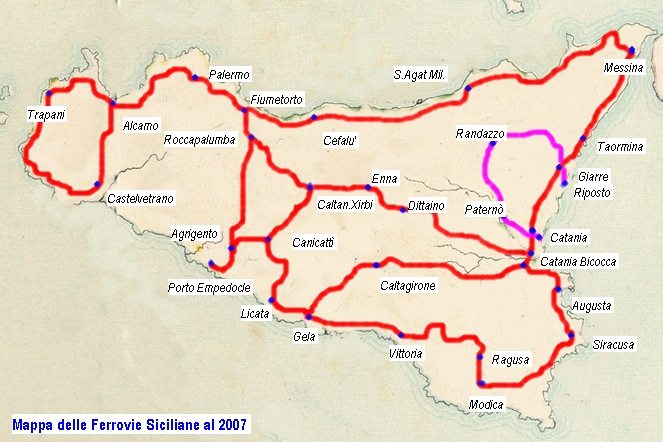
La red ferroviaria actualmente en servicio en Sicilia. En rojo las líneas de RFI, en violeta la línea FCE

La red ferroviaria siciliana, nacida en gran medida en los 70 años de la unificación de Italia y la primera década del gobierno de Mussolini, ha sufrido cambios importantes desde entonces hasta poco después de la II guerra mundial cuando, en virtud del decreto Scalfaro se han comenzado a desechar algunas líneas que se consideran demasiado onerosas para la relación entre los ingresos y los rendimientos a pesar de servir, a veces, como el único enlace con los habitantes de las zonas del interior. Una segunda oleada de adquisiciones en los últimos tiempos se produjo con el Decreto llamado Noble. En 2008 la red era irónicamente similar a la del final del siglo XX, pero en 2010 fueron suspendidos más ferrocarriles y la incertidumbre sobre el destino de importantes líneas como Siracusa-Gela-Canicattì y Castelvetrano-Alcamo-Trapani, pesa sobre ellas.

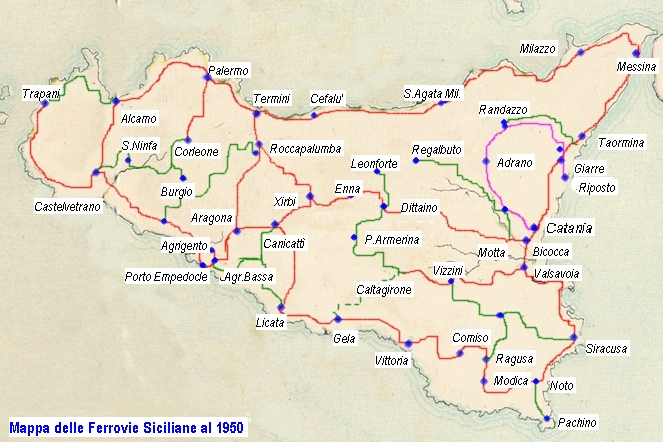
Extensión de la red ferroviaria siciliana en 1950

 Las líneas más importantes de la red de hoy son: el mar Tirreno, entre Mesina y Palermo a extender cabeza hacia oeste Aeropuerto de Punta Raisi y de Trapani y  jonica , entre Mesina y Catania y Siracusa. completa la Central sicula, dentro, entre Palermo y Catania via Caltanissetta y Enna. Con la intención de fortalecer y acelerar la cruz interna entre Palermo y Agrigento y en menor medida entre Catania y Gela. Sin embargo, también existen líneas de función más limitadas y viajero desplazamientos como el Ab-Castelvetrano-Trapani y Laba Siracusa-Ragusa-Gela-Canicattì pasando por muchas áreas importantes y centros de producción que, sin embargo, son poco utilizadas. Entre estos es destacable la Ferrovia Circumetnea, con la línea de tren de cercanías y Metro.

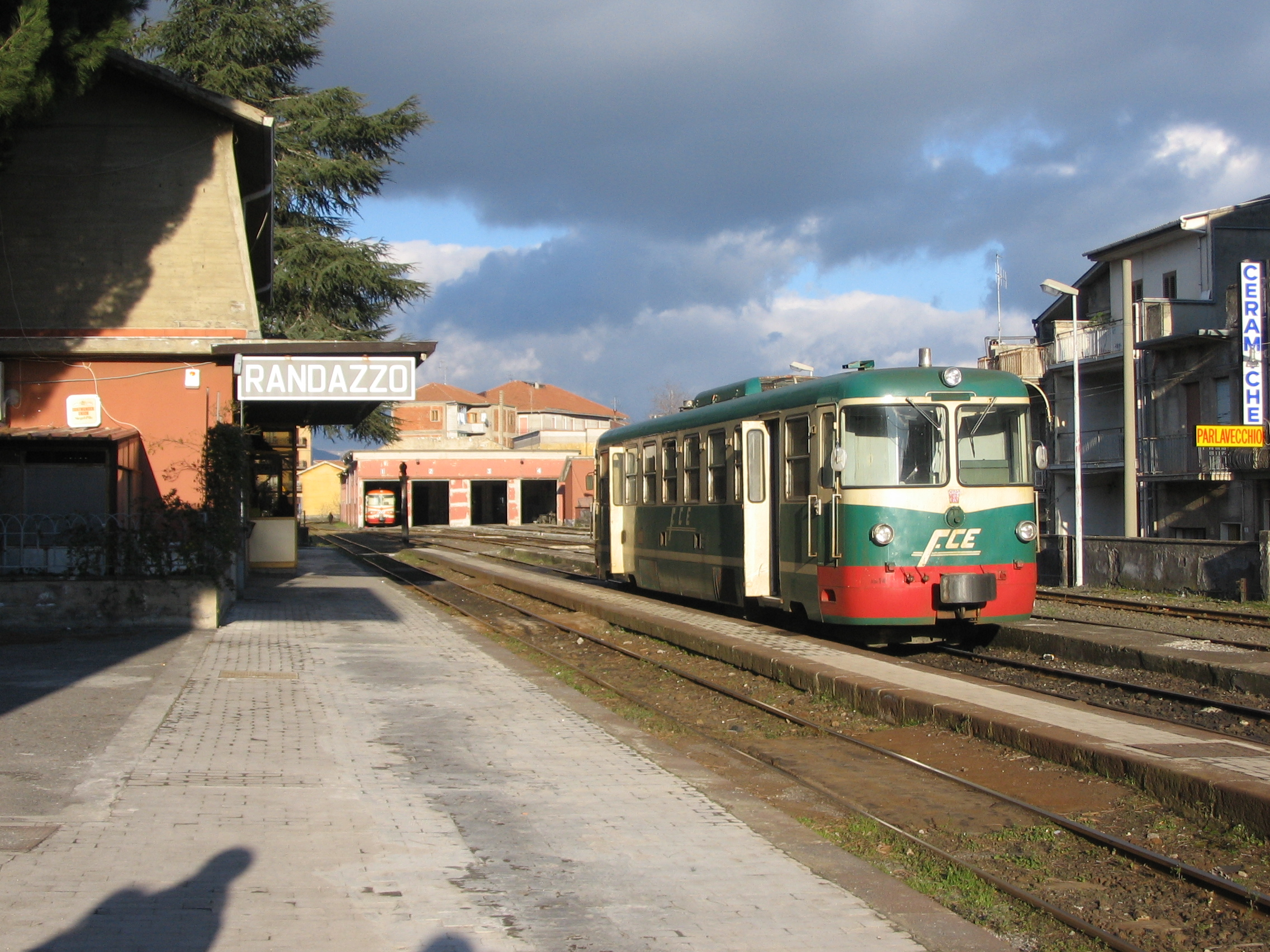
La Ferrovia Circumetnea, inaugurada en 1898 sobre las faldas del Etna

## La dorsal Tirrénica
La línea a través de los dos polos de la Palermo y Mesina alrededor de que gira en el tráfico de pasajeros más grande y continuando hasta llegar, incluso la ciudad de ejercicios; Se llama por Tirreno sigue de cerca la línea costa litoral  de mar Tirreno en norte. La Unión de dos líneas Palermo-Mesina y Pasado Palermo-Trapani cubre todo el lado Tirreno de la Tirreno Sicilia.
La  Palermo-Mesina totalmente abrió sus puertas en la ruta anterior que se extendía desde Palermo, sustituyendo 1895 Aragón, Caltanissetta, Enna y Catania y finalmente llega en Mesina. La línea sigue servilmente la costa del mar Tirreno durante la mayor parte de la ruta debido a la difícil orografía del territorio, en muchos casos con costas escarpadas y colóquelo en el mar, sin adentrarse en el Interior excepto en unos pocos casos. Durante muchos años, se está construyendo con los costes muy significativos debido a la necesidad de importantes obras de arte con más movimiento de parcela dentro. La línea, que mide 231 km, sigue siendo en gran parte una pista y trazar la velocidad más baja para la mayor parte de la ruta. Hasta 90 del Peloritani, cerca de Mesina, necesario para los trenes de mayor composición de empuje en la cola con una malla removible locomotora; Cuando la tracción estaba todavía en vapor, es decir, hasta  1950s, esto causó muchos problemas de salud para los conductores de la cola a causa del humo que se desvió en la galería. En mayo de 1951 comenzó el ejercicio a tracción eléctrica desde el lado de la  peloritana ciudad; en la electrificación alcanzada la capital siciliana Palermo en 1955. Con los años se duplicaron los trazos junto a dos ciudades y recientemente con la activación de la Peloritana Galería quita el servicio push de trenes pesados; las medidas, sin embargo, aún se consideran insuficientes para permitir un aumento del tráfico de carga en apoyo a la actividad industrial de provincia de Palermo Palermo y la FIAT de Termini Imerese penalizado por una pista y la resultante cantidad de cruces y derecho de forma debido a tráfico de pasajeros coexistente. Este hecho se traduce en una baja velocidad comercial aún más acentuada por la espera de la  ferry.
La aleta dorsal es suplida por  Palermo-Trapani 125 millas de largo, desde que ramifica de la rama principal (14 km) a Palermo Aeropuerto-Punta Raisi. La línea va en islas planas, corte la punta de San Vito Lo Capo para llegar a Trapani, desde donde se puede ir a Marsala, Marsala del Vallo y Castelvetrano. Velocidad de la línea es aproximadamente 80-90 km/h, con importantes pendientes (19 por mil) por Partinico.

## La dorsal Jónica
La jonica es la segunda línea en importancia de la región. Tiene 182 km desde Mesina a Siracusa. Fue la primera línea de la región para hacerse enteramente entre la 1867 y 1871, con la ruta actual excepto las rutas modernas en la variante de doble vía de Fiumefreddo y Catania y entre Mesina Centrale y Giampilieri. Su esta línea viajó, entre otras cosas, las locomotoras elegantes locomotora ferroviaria 625 625 y algunos de los italianos más impresionantes locomotoras de vapor como la ferrocarril locomotora 746 746 y ferrocarril locomotora 480 480, Bígaros ALn 56 Fiat y ALn 772. En la tarde Segunda Guerra Mundial la posguerra, con electrificación llegó locomotoras E. 636, E. 626 y  emus Ale, en el medio de  setenta, por E. 646 y E. 656. la línea también vio la presencia de ALe 601, que llevó a cabo el tren rápido "Peloritani", "Roma Termini.
Jónica línea circular todo  categorías de trenes, excepto para el Eurostar o similar e incluso en algún momento muchos trenes de agencia orientados al turismo. Tráfico todavía se ve afectado por la presencia de la larga pista está en el centro. La línea comienza a doble vía de Mesina centrale hasta Giampilieri desde donde se convierte en una pista; desde aquí y hasta Taormina a través de densamente habitada y alternado se extiende con los demás en la galería; la línea otra vez, continuando en Giarre (donde se encuentra la coincidencia con el FCE) y Acireale convertirse nuevamente en doble pista poco después de la estación de Fiumefreddo di Sicilia y hasta la entrada de Catania; los ases es de 80, casi todo en la galería siguiendo la construcción de la doble vía. El tramo de la línea que corre a través de Londres está en el proceso de plantación con previsión de finalización de la obra de 2016. De estación de Catania: Acquicella a lo largo del el aeropuerto de Fontanarossa doble vía pero termina en Bicocca; pista única travesía se convierte casi continuamente rasgos cítricos y costeros hasta Augusta; tras el largo tramo casi una línea recta que pasa por la Priolo Petroquímica se convierte en doble vía en Targia hasta Siracusa desde hace algunos años, ahora convertidos en jefe de la estación.

## La dorsal central de Sicilia

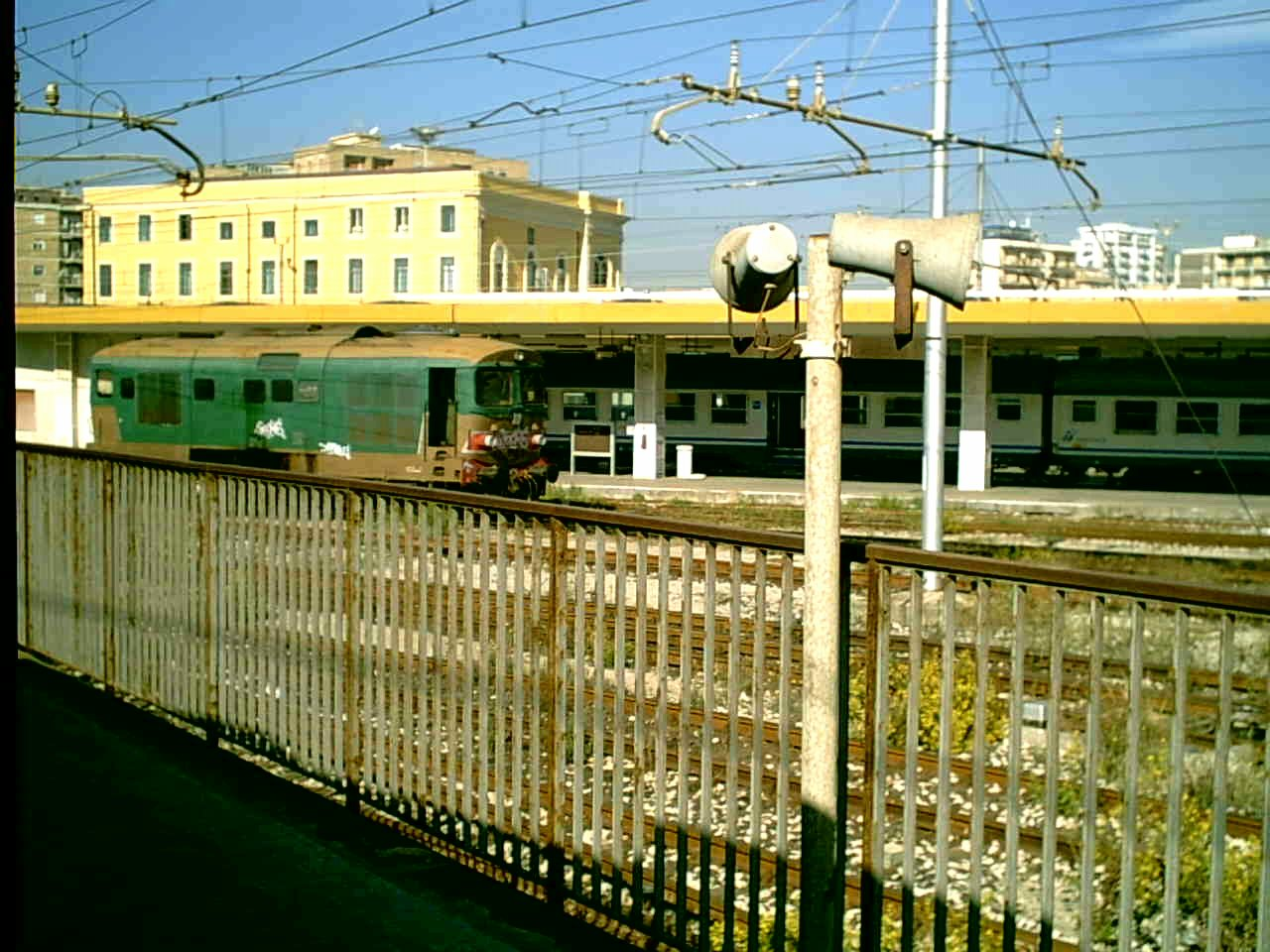
Estación Central de Catania: vista de las vías

La línea de Sicilia central se concluyó en 1863 con el Palermo-Bagheria concluyó en 1885, con la apertura de la Galería de Marianopoli que permitió a los trenes directos entre Palermo y Catania para enlazar la llamada  línea de Vallelunga  evitando la larga grieta que se abrió en 1881, de Roccapalumba vino a Aragón-Caldare (cerca de Agrigento, entonces García) y luego subir hasta Canicattì y Caltanissetta Xirbi (en aquella época Santa Caterina Xirbi). El período de más de 20 años de la construcción es explicable a la dosis de orografice es territorio cruzado, así como la longitud de la línea, a unos 240 kilómetros, a través de las  capitales de la provincia interior, Enna y Caltanissetta. Inicialmente, cuando fue creado lo era un enlace a Lambino y García porque el interés primario era principalmente alcanzar la Sicilia a los puertos de Palermo o Porto Empedocle.
Sólo después se vislumbraba más concretamente la oportunidad de conectar esta línea a la que ya construida de convoyes de Catania de Palermo, en Roccapalumba en su mayor parte van hacia Agrigento, mientras que algunos siguen Caltanissetta y Palermo a través de una larga serie de valles y colinas de escasamente urbanizado y el largo Galería de Marianopoli que hace presagiar la llegada a estación Caltanissetta Xirbi. 
El ferrocarril continúa con la Villarosa estación, una escala importante y zolfifero del 8 de diciembre de 1995 alberga un interesante ferrocarril del Museo, minería y el arte de la civilización del país, situado enteramente a bordo de tren vintage. Entonces comienza el duro ascenso a Enna que requirió tracción doble o triple en el momento de la  vapor cuando la línea estaba todavía entre los más importantes en Sicilia. Tras la larga Galería misericordia, estación Enna, el puerto de pasajeros de alguna importancia y después de regreso hacia la línea Dittaino Valle, hasta 280 m s. n. m. de estación de Dittaino, tienes la zona industrial de Enna. La línea sigue cuesta abajo entre campos cultivables y cítricos hasta Catenanuova y más allá a través de la llanura de Catania; su proximidad a capital etneo Catania se hace tangible por la visión de los establecimientos industriales y el aeropuerto.
La línea tenía relevancia desde su nacimiento, porque conecta las tres ciudades más grandes de Palermo, Catania y Mesina. Por otra parte, también debido al transporte del mineral de las minas de azufre de Caltanissetta, Villarosa y de Enna (las de incluidas Floristella Grottacalda ) a los puertos de embarque. La importancia de la línea de tráfico de carga estaba en declive hasta la  setenta tras el cierre sistemático de las minas y la apertura de A19, más competitiva para los viajeros entre los dos lugares.
El ferrocarril es ahora un tráfico de cercanías modesta entre Enna y Caltanissetta y entre éstos y Catania y a pesar de la recientes modernizaciones y utilizando modernos sistemas de registros de circulación en utilizzativi estándar, actuar con un tren de viajeros y ofrecen unos trenes de mercancías. Como otras líneas siciliano no fue advertido hasta hace poco, un particularmente urgente necesidad de actualizar. Recientemente un proyecto de FS planea acelerar la sección entre Enna y Catenanuova desde la perspectiva del futuro fortalecimiento y desarrollo de la red ferroviaria de la Sicilia central y Sicilia Oriental. El eje ferroviario Palermo-Catania-Messina está incluido en las obras previstas por el decreto Sblocca Italia, que ha destinado 816 millones de los 8.000 necesarios para el conjunto de las obras según las estimaciones del Gobierno.
En 2017, la aprobación del proyecto definitivo, firmado por Maurizio Gentile, director general y director general de la Red Ferroviaria Italiana, dio lugar a la licitación para la duplicación y aceleración del lote Bicocca - Catenanuova. El proyecto de ruta prevé una velocidad comercial máxima de hasta 200 km/h. La licitación para el diseño ejecutivo y la construcción de las obras se publicó en el Diario Oficial de la Unión Europea y en el portal de compras RFI por un importe inicial de 220 millones de euros. Se espera que la licitación concluya a finales de 2017. La intervención consiste en la construcción de la línea de doble vía entre Bicocca y Catenanuova (aproximadamente 37 km); parte de la ruta discurre a lo largo de la línea existente, parte es una variante. Se espera que esté terminado en 2022. Una de las dos nuevas vías se activará en 2020.